# Simon de Cyrène
Pour les articles homonymes, voir Saint Simon.
Simon de Cyrène (en grec ancien : Σιμών ὁ Κυρηναῖος, Simṓn ho Kurēnaîos) est un personnage biblique du Nouveau Testament qui, d'après les évangiles synoptiques, fut réquisitionné par les soldats romains pour aider un temps Jésus sur le chemin du Calvaire, là où il fut crucifié. 

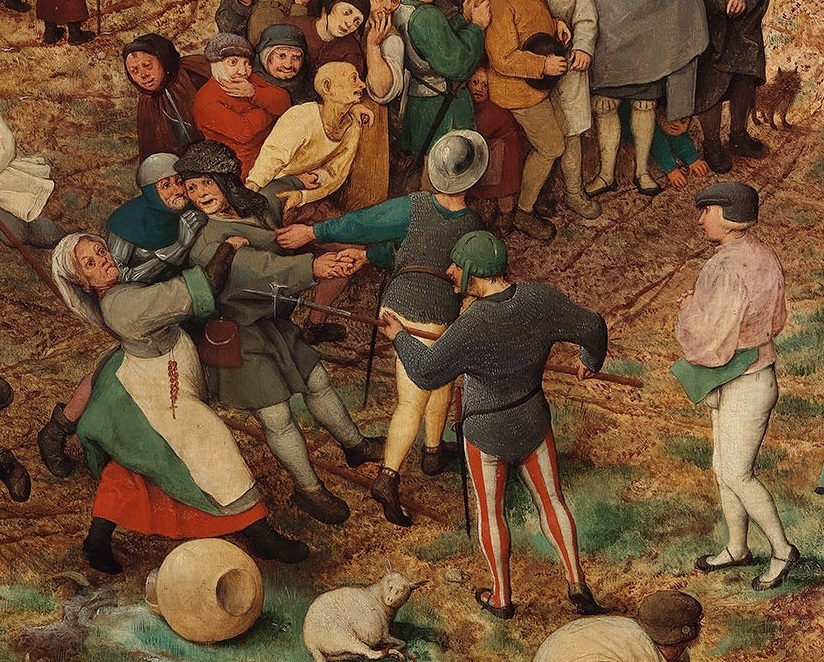
Des soldats arrachent Simon le réticent à sa femme maugréante (détail du tableau Le Portement de Croix de Brueghel, 1564).

## L'homme qui porte la croix dans les évangiles
On le trouve dans les trois évangiles synoptiques :
- dans l'évangile selon Matthieu, Jésus porte seul sa croix jusqu’à la sortie de la ville, lieu de rencontre avec Simon : « En sortant, ils trouvèrent un homme de Cyrène du nom de Simon, et le requirent pour porter sa croix » (Matthieu[2]) ;
- dans l'évangile selon Marc : « Ils requièrent pour prendre sa croix un passant qui revenait des champs, Simon de Cyrène, le père d'Alexandre et de Rufus (en) » (Marc[3]) ;
- dans l'évangile selon Luc : « Comme ils l'emmenaient, ils mirent la main sur un certain Simon de Cyrène qui revenait des champs, et le chargèrent de la croix pour la porter derrière Jésus » (Luc[4]).

Dans l'évangile selon Jean, Jésus porte seul sa croix au moins jusqu’à la sortie de la ville : « Celui-ci, portant lui-même sa croix, sortit de la ville pour se rendre à l'endroit appelé « Lieu du Crâne » (en hébreu : Golgotha) » (Jean).
Sa ville d'origine, Cyrène, était une colonie grecque en Afrique du Nord (Libye) où vivait une importante communauté juive. La mention de ses fils, Alexandre et Rufus (dans l'évangile de Marc), suggère qu'il est resté en contact avec la communauté chrétienne primitive, et qu'il était lui-même peut-être devenu chrétien. Ses fils seraient devenus missionnaires. La tradition voit Rufus décliné en Ruf comme premier évêque d'Avignon.

## L'homme substitué à Jésus sur la croix dans des courants gnostiques

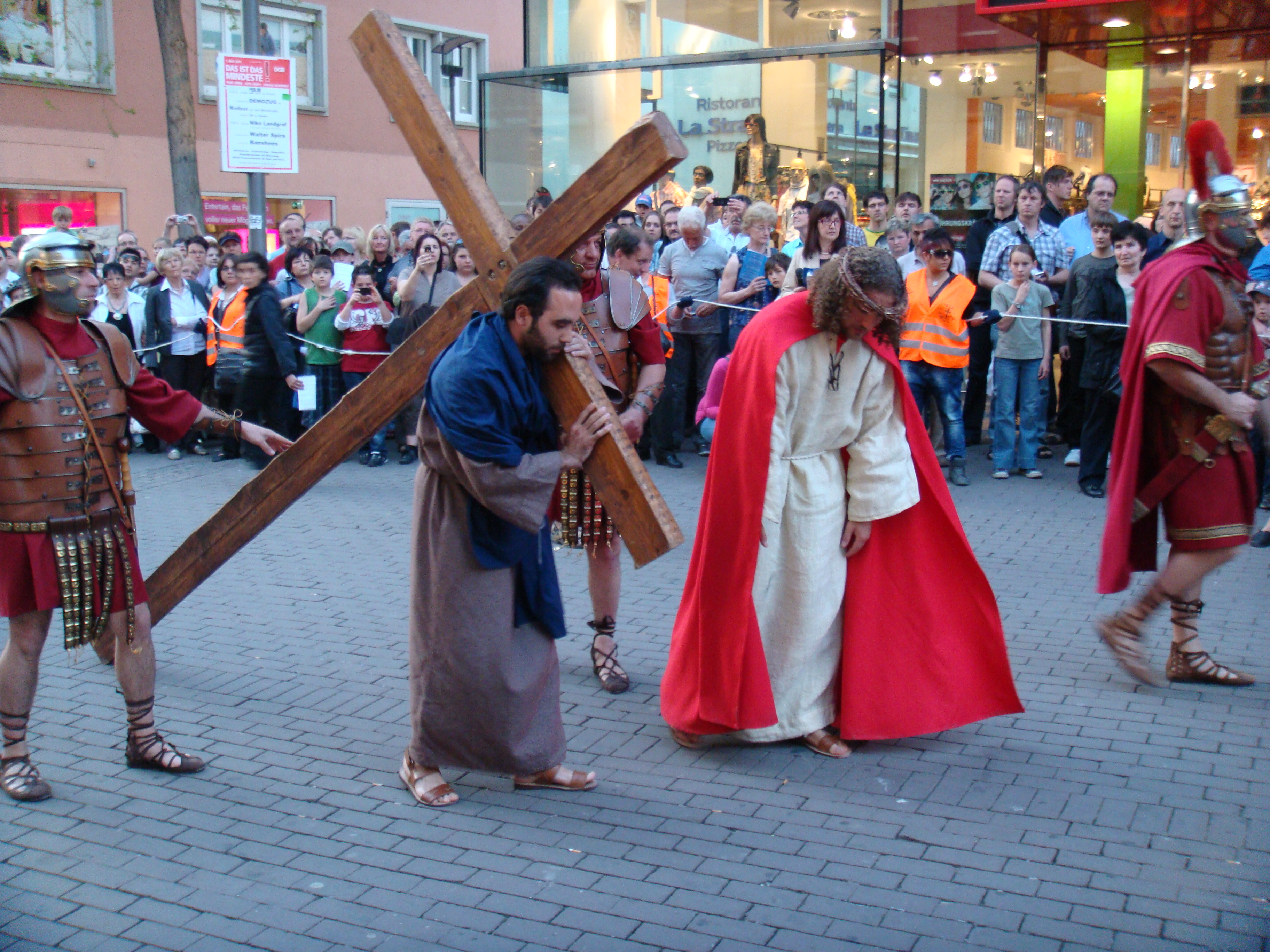
Simon de Cyrène porte la Croix, procession du Vendredi saint à Ulm (2011).

Selon certains courants gnostiques (Basilide, Gnosticisme séthien), Simon de Cyrène a été crucifié à la place de Jésus.
Dominique Cerbelaud souligne le fait que l'évangile selon Jean élimine la figure de Simon de Cyrène présente dans les trois évangiles synoptiques. Il propose l'hypothèse suivante pour expliquer cette disparition : au moment de la composition de cet évangile, des courants gnostiques avaient peut-être déjà commencé à nier la crucifixion de Jésus (idée centrale dans le docétisme, hérésie chrétienne des premiers siècles) et à affirmer que quelqu'un était mort à sa place sur la croix. Dès lors, l'évangile de Jean aurait supprimé toute mention de Simon de Cyrène, pour détourner l'attention portée sur ce personnage « ambigu », selon D. Cerbelaud, puisque portant la croix de Jésus, Simon apparaissait comme un autre Jésus, et se prêtait un peu trop bien à des considérations sur une possible confusion, ou substitution d'identité.

## Siméon Niger
Dans le livre des Actes des Apôtres, au chapitre 13, est mentionné parmi les prophètes et les docteurs de l'Église  d’Antioche, un certain « Syméon appelé Niger », ce qui signifie « le noir ». Certains ont vu dans ce personnage la figure de Simon de Cyrène qui aurait rejoint, avec ses fils, la communauté des chrétiens. Ces deux fils, nommés par l’évangéliste Marc, semblent en effet bien connus de la communauté. Ainsi Paul, dans l’Épître aux Romains au chapitre 16, fait saluer Rufus (en), « cet élu dans le Seigneur ».
La cinquième « station » du Chemin de croix, dite du portement de croix, commémore cet épisode de la Passion du Christ.

## Représentation dans les arts
Outre les représentations du Chemin de croix dans son entier certains peintres ont repris la scène comme Jean Fouquet ou Duccio di Buoninsegna.
Le poète français Francis Jammes a utilisé le nom de Simon dans son poème Rosaire comme une image de souffrance: « comme la croix du fils sur Simon de Cyrène ». Le poème a été légèrement modifié, mis en musique et chanté par Georges Brassens avec le nom de La Prière.